# الگریا، کبو
الگریا، کبو (به لاتین: Alegria, Cebu) یک سکونتگاه مسکونی در فیلیپین است که در سیبو واقع شده‌است.

## خصوصیات
الگریا ۸۹٫۴۹ کیلومترمربع مساحت و ۲۲٬۰۷۲ نفر جمعیت دارد.